# All Night (BTS e Juice Wrld)
All Night è un singolo del gruppo musicale sudcoreano BTS e del rapper statunitense Juice Wrld, pubblicato il 21 giugno 2019.

## Antefatti
Il brano fa parte della colonna sonora ufficiale del videogioco BTS World, ed è stato descritto come "un brano hip hop dal ritmo moderato con un'atmosfera anni 90".

## Classifiche

### Classifiche settimanali
| Classifica (2019) | Posizione massima |
| ----------------- | ----------------- |
| Francia           | 32                |
| Grecia            | 100               |
| Nuova Zelanda     | 17                |
| Regno Unito       | 37                |
| Stati Uniti       | 118               |